# Let There Be Eve...Ruff Ryders' First Lady
Let There Be Eve...Ruff Ryders' First Lady é o álbum de estreia da rapper americana Eve, lançado em 14 de setembro de 1999 pela gravadora Ruff Ryders. O álbum teve como singles as faixas  "Gotta Man", e "Love Is Blind" com Faith Evans.

## Faixas
| N.º | Título                                       | Duração |  |
| 1.  | "First Lady (intro)"                         | 1:36    |  |
| 2.  | "Let's Talk About (com Drag-On)"             | 3:31    |  |
| 3.  | "Gotta Man"                                  | 4:24    |  |
| 4.  | "Philly Cheese Steak (skit)"                 | 1:37    |  |
| 5.  | "Philly Philly (com Beanie Sigel)"           | 3:57    |  |
| 6.  | "Stuck Up (com C.J.)"                        | 3:53    |  |
| 7.  | "Ain't Got No Dough (com Missy Elliott)"     | 4:17    |  |
| 8.  | "BM (skit)"                                  | 1:01    |  |
| 9.  | "Love Is Blind (com Faith Evans)"            | 4:20    |  |
| 10. | "Scenario 2000 (com DMX, The Lox e Drag-On)" | 5:33    |  |
| 11. | "Dog Match (com DMX)"                        | 4:19    |  |
| 12. | "My Bitches (skit)"                          | 1:08    |  |
| 13. | "We On That Shit! (com P. Killer Tracks)"    | 3:25    |  |
| 14. | "Chokie Nikes (skit)"                        | 1:04    |  |
| 15. | "Maniac (com Swizz Beatz)"                   | 4:22    |  |
| 16. | "My Enemies (skit)"                          | 1:43    |  |
| 17. | "Heaven Only Knows"                          | 4:29    |  |
| 18. | "What Y'all Want (Remix) (Bonus Track)"      | 4:05    |  |